# Lista das embarcações da Marinha do Brasil

Logotipo da Marinha do Brasil

A lista das embarcações da Marinha do Brasil inclui todos os navios de superfície e submarinos, em utilização e condição operacional, além dos navios em construção. A lista está organizada e ordenada pelo tipo e classe da embarcação. são elencadas abaixo separadas por categorias e  classes. 
Para os demais navios que serviram a Marinha do Brasil, consulte a lista de navios descomissionados da Marinha do Brasil. Para as embarcações de pequeno porte em serviço da Marinha do Brasil, consulte a lista de embarcações de pequeno porte da Marinha do Brasil.

## Meios da Esquadra

### Navios anfíbios
| Embarcação       | Origem      | Tipo                                                 | Número de amura | Observações | Imagem |
| ---------------- | ----------- | ---------------------------------------------------- | --------------- | ----------- | ------ |
| Atlântico        | Reino Unido | Navio-Aeródromo Multipropósito (NAM) da classe Ocean | A-140           |             |        |
| Bahia            | França      | Navio Doca Multipropósito (NDM) da classe Foudre     | G-40            |             |        |
| Almirante Saboia | Reino Unido | Navio de Desembarque de Carros de Combate (NDCC)     | G-25            |             |        |

### Escoltas
| Embarcação              | Origem              | Tipo                         | Número de amura | Observações                                | Imagem |
| ----------------------- | ------------------- | ---------------------------- | --------------- | ------------------------------------------ | ------ |
| Tamandaré               | Alemanha/ Brasil    | Fragata Classe Tamandaré     | F-200           | Em fase de teste/data de entrega para 2025 |        |
| Jerônimo de Albuquerque | Alemanha/ Brasil    | Fragata Classe Tamandaré     | F-201           | Lançamento 2025/ data de entrega para 2026 |        |
| Cunha Moreira           | Alemanha/ Brasil    | Fragata Classe Tamandaré     | F-202           | Em construção/ data de entrega para 2027   |        |
| Mariz e Barros          | Alemanha/ Brasil    | Fragata Classe Tamandaré     | F-203           | Planejado/ data de entrega para 2028       |        |
| Defensora               | Reino Unido/ Brasil | Fragata da Classe Niterói    | F-41            |                                            |        |
| Constituição            | Reino Unido/ Brasil | Fragata da Classe Niterói    | F-42            |                                            |        |
| Liberal                 | Reino Unido/ Brasil | Fragata da Classe Niterói    | F-43            |                                            |        |
| Independência           | Reino Unido/ Brasil | Fragata da Classe Niterói    | F-44            |                                            |        |
| União                   | Reino Unido/ Brasil | Fragata da Classe Niterói    | F-45            |                                            |        |
| Rademaker               | Reino Unido         | Fragata da Classe Greenhalgh | F-49            |                                            |        |
| Júlio de Noronha        | Brasil              | Corveta da Classe Inhaúma    | V-32            |                                            |        |
| Barroso                 | Brasil              | Corveta da Classe Barroso    | V-34            |                                            |        |

### Submarinos
| Embarcação     | Origem           | Tipo                                                    | Número de amura | Observações                               | Imagem |
| -------------- | ---------------- | ------------------------------------------------------- | --------------- | ----------------------------------------- | ------ |
| Tupi           | Alemanha         | Submarino de propulsão convencional da Classe Tupi      | S-30            |                                           |        |
| Tikuna         | Alemanha/ Brasil | Submarino de propulsão convencional da Classe Tikuna    | S-34            |                                           |        |
| Riachuelo      | França/ Brasil   | Submarino de propulsão convencional da Classe Riachuelo | S-40            |                                           |        |
| Humaitá        | França/ Brasil   | Submarino de propulsão convencional da Classe Riachuelo | S-41            |                                           |        |
| Tonelero       | França/ Brasil   | Submarino de propulsão convencional da Classe Riachuelo | S-42            | Em período de testes.                     |        |
| Angostura      | França/ Brasil   | Submarino de propulsão convencional da Classe Riachuelo | S-43            | Em construção (lançamento em 2025)        |        |
| Álvaro Alberto | Brasil           | Submarino nuclear                                       | SN-10           | Encomendado (Lançamento previsto em 2032) |        |

### Navios-tanque
| Embarcação             | Origem | Tipo         | Número de amura | Observações   | Imagem |
| ---------------------- | ------ | ------------ | --------------- | ------------- | ------ |
| Almirante Gastão Motta | Brasil | Navio-tanque | G-23            | Em manutenção |        |

### Embarcações de desembarque
| Embarcação | Origem | Tipo                                | Número de amura | Observações | Imagem |
| ---------- | ------ | ----------------------------------- | --------------- | ----------- | ------ |
| Marambaia  | França | Navio de desembarque de carga geral | L-20            |             |        |

### Navios de socorro
| Embarcação | Origem  | Tipo                       | Número de amura | Observações | Imagem |
| ---------- | ------- | -------------------------- | --------------- | ----------- | ------ |
| Guillobel  | Espanha | Navio de socorro submarino | K-120           |             |        |

### Navios-escola
| Embarcação   | Origem        | Tipo                                                                     | Número de amura | Observações | Imagem |
| ------------ | ------------- | ------------------------------------------------------------------------ | --------------- | ----------- | ------ |
| Brasil       | Brasil        | Versão da Classe Niterói voltada para o treinamento de novos marinheiros | U-27            |             |        |
| Cisne Branco | Países Baixos | Navio-veleiro                                                            | U-20            |             |        |

## Meios distritais
| Embarcação             | Origem                  | Tipo                                                       | Número de amura | Observações              | Imagem |
| ---------------------- | ----------------------- | ---------------------------------------------------------- | --------------- | ------------------------ | ------ |
| Piratini               | Estados Unidos / Brasil | Navios-Patrulha da Classe Piratini                         | P-10            |                          |        |
| Pirajá                 | Estados Unidos / Brasil | Navios-Patrulha da Classe Piratini                         | P-11            |                          |        |
| Pampeiro               | Estados Unidos / Brasil | Navios-Patrulha da Classe Piratini                         | P-12            |                          |        |
| Penedo                 | Estados Unidos / Brasil | Navios-Patrulha da Classe Piratini                         | P-14            |                          |        |
| Poti                   | Estados Unidos / Brasil | Navios-Patrulha da Classe Piratini                         | P-15            |                          |        |
| Pedro Teixeira         | Brasil                  | Navios-patrulha fluvial da Classe Pedro Teixeira           | P-20            |                          |        |
| Raposo Tavares         | Brasil                  | Navios-patrulha fluvial da Classe Pedro Teixeira           | P-21            |                          |        |
| Roraima                | Brasil                  | Navios-patrulha fluvial da Classe Roraima                  | P-30            |                          |        |
| Rondônia               | Brasil                  | Navios-patrulha fluvial da Classe Roraima                  | P-31            |                          |        |
| Amapá                  | Brasil                  | Navios-patrulha fluvial da Classe Roraima                  | P-32            |                          |        |
| Grajaú                 | Brasil                  | Navios-Patrulha da Classe Grajaú                           | P-40            |                          |        |
| Guaíba                 | Brasil                  | Navios-Patrulha da Classe Grajaú                           | P-41            |                          |        |
| Graúna                 | Brasil                  | Navios-Patrulha da Classe Grajaú                           | P-42            |                          |        |
| Goiana                 | Brasil                  | Navios-Patrulha da Classe Grajaú                           | P-43            |                          |        |
| Guajará                | Brasil                  | Navios-Patrulha da Classe Grajaú                           | P-44            |                          |        |
| Guaporé                | Brasil                  | Navios-Patrulha da Classe Grajaú                           | P-45            |                          |        |
| Gurupá                 | Brasil                  | Navios-Patrulha da Classe Grajaú                           | P-46            |                          |        |
| Gurupi                 | Brasil                  | Navios-Patrulha da Classe Grajaú                           | P-47            |                          |        |
| Guanabara              | Brasil                  | Navios-Patrulha da Classe Grajaú                           | P-48            |                          |        |
| Guarujá                | Brasil                  | Navios-Patrulha da Classe Grajaú                           | P-49            |                          |        |
| Guaratuba              | Brasil                  | Navios-Patrulha da Classe Grajaú                           | P-50            |                          |        |
| Gravataí               | Brasil                  | Navios-Patrulha da Classe Grajaú                           | P-51            |                          |        |
| Bracuí                 | Reino Unido             | Navios-Patrulha da Classe Bracuí                           | P-60            |                          |        |
| Benevente              | Reino Unido             | Navios-Patrulha da Classe Bracuí                           | P-61            |                          |        |
| Bocaina                | Reino Unido             | Navios-Patrulha da Classe Bracuí                           | P-62            |                          |        |
| Babitonga              | Reino Unido             | Navios-Patrulha da Classe Bracuí                           | P-63            |                          |        |
| Macaé                  | França / Brasil         | Navios-Patrulha da classe Macaé                            | P-70            |                          |        |
| Macau                  | França / Brasil         | Navios-Patrulha da Classe Macaé                            | P-71            |                          |        |
| Maracanã               | França / Brasil         | Navios-Patrulha da Classe Macaé                            | P-72            |                          |        |
| Mangaratiba            | França / Brasil         | Navios-Patrulha da Classe Macaé                            | P-73            | Lançamento previsto 2026 |        |
| Miramar                | França / Brasil         | Navios-Patrulha da Classe Macaé                            | P-74            | Lançamento previsto 2028 |        |
| Amazonas               | Reino Unido             | Navios-Patrulha da Classe Amazonas                         | P-120           |                          |        |
| Apa                    | Reino Unido             | Navios-Patrulha da Classe Amazonas                         | P-121           |                          |        |
| Araguari               | Reino Unido             | Navios-Patrulha da Classe Amazonas                         | P-122           |                          |        |
| Marlim                 | Itália / Brasil         | Aviso de Patrulha da Classe Marlim                         | LP-01           |                          |        |
| Barracuda              | Itália / Brasil         | Aviso de Patrulha da Classe Marlim                         | LP-02           |                          |        |
| Dourado                | Itália / Brasil         | Aviso de Patrulha da Classe Marlim                         | LP-03           |                          |        |
| Albacora               | Itália / Brasil         | Aviso de Patrulha da Classe Marlim                         | LP-04           |                          |        |
| Anequim                | Itália / Brasil         | Aviso de Patrulha da Classe Marlim                         | LP-05           |                          |        |
| Potengi                | Países Baixos           | Navio-tanque fluvial                                       | G-17            |                          |        |
| Mearim                 | Índia                   | Navio de Apoio Oceânico da Classe Mearim                   | G-150           |                          |        |
| Iguatemi               | Índia                   | Navio de Apoio Oceânico da Classe Mearim                   | G-151           |                          |        |
| Purus                  | Índia                   | Navio de Apoio Oceânico da Classe Mearim                   | G-152           |                          |        |
| Aratu                  | Alemanha                | Navios-varredores da Classe Aratu                          | M-15            |                          |        |
| Atalaia                | Alemanha                | Navios-varredores da Classe Aratu                          | M-17            |                          |        |
| Araçatuba              | Alemanha                | Navios-varredores da Classe Aratu                          | M-18            |                          |        |
| Albardão               | Alemanha                | Navios-varredores da Classe Aratu                          | M-20            |                          |        |
| Tritão                 | Brasil                  | Rebocadores de Alto-Mar da Classe Triunfo                  | R-21            |                          |        |
| Triunfo                | Brasil                  | Rebocadores de Alto-Mar da Classe Triunfo                  | R-23            |                          |        |
| Doutor Montenegro      | Brasil                  | Navio de assistência hospitalar                            | U-16            |                          |        |
| Oswaldo Cruz           | Brasil                  | Navio de assistência hospitalar                            | U-18            |                          |        |
| Carlos Chagas          | Brasil                  | Navio de assistência hospitalar                            | U-19            |                          |        |
| Soares de Meirelles    | Brasil                  | Navio de assistência hospitalar                            | U-21            |                          |        |
| Tenente Maximiano      | Brasil                  | Navio de assistência hospitalar                            | U-28            |                          |        |
| Anna Nery              | Brasil                  | Navio de assistência hospitalar                            | U-170           | Em construção.           |        |
| Pará                   | Brasil                  | Navio auxiliar                                             | U-15            |                          |        |
| Parnaíba               | Brasil                  | Monitor                                                    | U-17            |                          |        |
| Paraguassú             | Países Baixos           | Navio-transporte fluvial                                   | G-15            |                          |        |
| Almirante Leverger     | Brasil                  | Navio-transporte fluvial                                   | G-16            |                          |        |
| Caboclo                | Países Baixos           | Corveta da Classe Imperial Marinheiro                      | V-19            |                          |        |
| Rio Tocantins          | Brasil                  | Navios Hidroceanográficos Fluviais da Classe Rio Tocantins | H-12            |                          |        |
| Rio Xingu              | Brasil                  | Navios Hidroceanográficos Fluviais da Classe Rio Tocantins | H-13            |                          |        |
| Rio Solimões           | Brasil                  | Navios Hidroceanográficos Fluviais da Classe Rio Tocantins | H-14            |                          |        |
| Rio Negro              | Brasil                  | Navios Hidroceanográficos Fluviais da Classe Rio Tocantins | H-15            |                          |        |
| Caravelas              | Brasil                  | Navio Hidroceanográfico Fluvial                            | H-17            |                          |        |
| Rio Branco             |                         | Navio Hidroceanográfico Fluvial                            | H-10            |                          |        |
| Comandante Varella     | Brasil                  | Navio Hidrográfico Balizador                               | H18             |                          |        |
| Tenente Castelo        | Brasil                  | Navio Hidrográfico Balizador                               | H-19            |                          |        |
| Comandante Manhães     | Brasil                  | Navio Hidrográfico Balizador                               | H-20            |                          |        |
| Tenente Boanerges      | Brasil                  | Navio Hidrográfico Balizador                               | H-25            |                          |        |
| Faroleiro Mario Seixas | Brasil                  | Navio Hidrográfico Balizador                               | H-26            |                          |        |
| LPR-01                 | Colômbia                | Lancha patrulha de rio                                     | LPR-01          |                          |        |
| LPR-02                 | Colômbia                | Lancha patrulha de rio                                     | LPR-02          |                          |        |
| Poraquê                | Brasil                  | Lancha patrulha blindada                                   | LPR-03          |                          |        |
|                        | Brasil                  | Lancha patrulha blindada                                   | LPR-04          |                          |        |
| Mangangá               | Brasil                  | Lancha patrulha blindada                                   | LPR-05          |                          |        |

## Meios de pesquisa
| Embarcação             | Origem      | Tipo                                                | Número de amura | Observações                              | Imagem |
| ---------------------- | ----------- | --------------------------------------------------- | --------------- | ---------------------------------------- | ------ |
| Almirante Maximiano    | Noruega     | Navio polar                                         | H-41            |                                          |        |
| Ary Rongel             | Noruega     | Navio de Apoio Oceanográfico                        | H-44            |                                          |        |
| Almirante Saldanha     | Brasil      | Navio de Apoio Antártico                            | H-xx            | Em construção, data de entrega para 2025 |        |
| Antares                | Noruega     | Navio Oceanográfico                                 | H-40            |                                          |        |
| Almirante Graça Aranha | Brasil      | Navio Hidroceanográfico Faroleiro                   | H-34            |                                          |        |
| Amorim do Valle        | Reino Unido | Navios Hidroceanográficos da Classe Amorim do Valle | H-35            |                                          |        |
| Taurus                 | Reino Unido | Navios Hidroceanográficos da Classe Amorim do Valle | H-36            |                                          |        |
| Garnier Sampaio        | Reino Unido | Navios Hidroceanográficos da Classe Amorim do Valle | H-37            |                                          |        |
| Cruzeiro do Sul        | Noruega     | Navios Hidroceanográficos da Classe Cruzeiro do Sul | H-38            |                                          |        |
| Vital de Oliveira      | China       | Navio Pesquisa Hidroceanográfico                    | H-39            |                                          |        |
| Aspirante Moura        | Noruega     | Aviso de pesquisa                                   | H-11            |                                          |        |

## Meios de instrução
| Embarcação            | Origem | Tipo                                               | Número de amura | Observações | Imagem |
| --------------------- | ------ | -------------------------------------------------- | --------------- | ----------- | ------ |
| Aspirante Nascimento  | Brasil | Avisos de instrução da Classe Aspirante Nascimento | U-10            |             |        |
| Guarda-Marinha Jansen | Brasil | Avisos de instrução da Classe Aspirante Nascimento | U-11            |             |        |
| Guarda-Marinha Brito  | Brasil | Avisos de instrução da Classe Aspirante Nascimento | U-12            |             |        |

## Navios-museu
| Embarcação             | Origem         | Tipo                                  | Número de amura | Observações | Imagem |
| ---------------------- | -------------- | ------------------------------------- | --------------- | ----------- | ------ |
| Bauru                  | Estados Unidos | contratorpedeiro de escolta           | Be-4            |             |        |
| Riachuelo              | Reino Unido    | submarino                             | S-22            |             |        |
| Solimões               | Países Baixos  | corveta da Classe Imperial Marinheiro | V-24            |             |        |
| Laurindo Pitta         | Reino Unido    | Rebocador                             | RbAM            |             |        |
| Cv Imperial Marinheiro | Países Baixos  | Corveta da Classe Imperial Marinheiro | V-15            |             |        |